# Burgh and Tuttington
Burgh and Tuttington is een civil parish in het bestuurlijke gebied Broadland, in het Engelse graafschap Norfolk met 322 inwoners.